# Harlem Nights
Harlem Nights ist eine US-amerikanische Filmkomödie von und mit Eddie Murphy aus dem Jahr 1989.

## Handlung
Die Handlung spielt in Harlem am Anfang des 20. Jahrhunderts. Der Ladenbesitzer Sugar Ray wird  von einem Mann angegriffen. Vernest Brown, ein kleiner Junge, verteidigt Sugar Ray, indem er dem Angreifer in den Kopf schießt. Nachdem Ray erfährt, dass Vernest keine Eltern mehr hat, beschließt er, den Jungen zu sich zu nehmen und zu erziehen. Wegen seiner schnellen Auffassungsgabe wird der Junge nur noch „Quick“ genannt.
Zwanzig Jahre später gründen Ray und Quick einen Nachtclub namens „Club Sugar Ray“ mit Glücksspiel, Tanz und auch einem Bordell, das von Vera geführt wird. Ihr Konkurrent Bugsy Calhoune will das Geschäft übernehmen und der korrupte Polizist Phil Cantone unterstützt ihn dabei. Der Kampf um den Club entbrennt in voller Härte und viele Beteiligte sterben dabei. Ray und Quick müssen alle ihre Fähigkeiten und jede Menge Tricks anwenden, um sich gegen Calhoune zu behaupten und spielen dabei seinen eigenen Leute gegen ihn aus. Am Ende wird jedoch ihr Club von Calhoune niedergebrannt. Sugar Ray und Quick können sich zwar retten, haben aber ansonsten alles verloren und beschließen, die Stadt zu verlassen.
Ray und Quick werfen einen letzten Blick auf Harlem. Sie wissen, dass sie niemals zurückkehren können und dass es für sie niemals eine andere Stadt wie diese geben wird.

## Entstehung und Veröffentlichung
| Figur                        | Darsteller       | Deutscher Sprecher       |
| ---------------------------- | ---------------- | ------------------------ |
| Quick                        | Eddie Murphy     | Randolf Kronberg         |
| Sugar Ray                    | Richard Pryor    | Joachim Kemmer           |
| Bennie Wilson                | Redd Foxx        | Joachim Nottke           |
| Phil Cantone                 | Danny Aiello     | Rolf Schult              |
| Bugsy Calhoune               | Michael Lerner   | Gerd Duwner              |
| Vera                         | Della Reese      | Barbara Ratthey          |
| Annie                        | Berlinda Tolbert | Joseline Gassen          |
| Jack Jenkins                 | Stan Shaw        | Manfred Lehmann          |
| Dominique La Rue             | Jasmine Guy      | Kerstin Sanders-Dornseif |
| Richie Vento                 | Vic Polizos      | Hans-Jürgen Dittberner   |
| Sunshine                     | Lela Rochon      | Katja Nottke             |
| Tony                         | David Marciano   | Joachim Tennstedt        |
| Radiomoderator beim Boxkampf | Michael Buffer   |                          |

Harlem Nights ist die einzige Regiearbeit Eddie Murphys. Der Film wurde in New York City gedreht. Der Film war ein finanzieller Erfolg, der 95 Millionen Dollar gegenüber einem Budget von 30 Millionen Dollar einbrachte. Allein in den Kinos der USA spielte er über 60 Millionen US-Dollar ein.
Schauspieler Redd Foxx ist in Harlem Nights in seinem letzten Film zu sehen, denn er starb 1991. Murphys Bruder Charly spielt dagegen hier in seinem ersten Film. Der Film wurde am 17. November 1989 von Paramount Pictures veröffentlicht.

## Rezeption
Harlem Nights erhielt ein sehr schlechtes Presseecho, was sich auch in den Auswertungen US-amerikanischer Aggregatoren widerspiegelt. So erfasst Rotten Tomatoes größtenteils kritische Besprechungen und ordnet den Film dementsprechend als „Gammelig“ ein. Metacritic ermittelt aus den vorliegenden Bewertungen „Überwiegende Ablehnung“.
Roger Ebert schrieb in der Chicago Sun-Times vom 17. November 1989, der Film sei eine uninspirierte Mischung von Cotton Club und den von Damon Runyon entwickelten Charakteren. Die Geschichte sei klischeehaft erzählt. Die Dialoge würden nicht den 1930er Jahren entsprechen. Eddie Murphy sei ein talentierter und witziger Schauspieler, aber er benötige einen besseren Drehbuchautor und Regisseur als er selbst.
Desson Howe schrieb in der Washington Post vom 24. November 1989, es habe den Anschein, Eddie Murphy sei egal, ob der Film gut oder schlecht sei. Die anderen Charaktere als jener, den Murphy selbst spiele, seien reduziert. Der Kritiker vermutete, Murphy sei von Menschen umgeben, die jede Idee Murphys bejubeln würden.
Das Lexikon des internationalen Films schrieb, der Film sei „trotz großen Aufwandes ein enttäuschend steriles Regiedebüt“ von Eddie Murphy und eine „konventionelle ‚Gaunerkomödie‘, überdehnt und ohne sonderlichen Witz“.
Die Zeitschrift Cinema schrieb, die „bis heute einzige Regiearbeit Eddie Murphys“ „ist [ihm] ’ne Nummer zu groß“: „Hier fehlt ein genialer Clou“. Ausdrücklich gelobt wurde der Soundtrack von Herbie Hancock.
Joe I. Tompkins wurde im Jahr 1990 für Bestes Kostümdesign für den Oscar nominiert. Eddie Murphy erhielt 1990 für das Drehbuch die Goldene Himbeere und wurde für seine Regie für eine weitere Goldene Himbeere nominiert.